# Macdoel
Macdoel és una concentració de població designada pel cens dels Estats Units a l'estat de Califòrnia. Segons el cens del 2009 tenia 142 habitants.

## Demografia
Segons el cens del 2000, Macdoel tenia 140 habitants, 37 habitatges, i 29 famílies. La densitat de població era de 386,1 habitants/km².
Dels 37 habitatges en un 48,6% hi vivien nens de menys de 18 anys, en un 54,1% hi vivien parelles casades, en un 13,5% dones solteres, i en un 21,6% no eren unitats familiars. En el 10,8% dels habitatges hi vivien persones soles el 8,1% de les quals corresponia a persones de 65 anys o més que vivien soles. El nombre mitjà de persones vivint en cada habitatge era de 3,78 i el nombre mitjà de persones que vivien en cada família era de 4,38.
Per edats la població es repartia de la següent manera: un 39,3% tenia menys de 18 anys, un 14,3% entre 18 i 24, un 30% entre 25 i 44, un 8,6% de 45 a 60 i un 7,9% 65 anys o més.
L'edat mediana era de 22 anys. Per cada 100 dones de 18 o més anys hi havia 129,7 homes.
La renda mediana per habitatge era de 23.750 $ i la renda mediana per família de 27.500 $. Els homes tenien una renda mediana de 15.625 $ mentre que les dones 16.250 $. La renda per capita de la població era de 8.244 $. Entorn del 18,8% de les famílies i el 20,2% de la població estaven per davall del llindar de pobresa.

## Poblacions més properes
El següent diagrama mostra les poblacions més properes.